# Part Lies, Part Heart, Part Truth, Part Garbage 1982–2011
Part Lies, Part Heart, Part Truth, Part Garbage 1982–2011 — сборник суперхитов альтернативной рок-группы R.E.M., призванный стать кодой в карьере коллектива, был издан в 2011 году.

## Об альбоме
Это первый сборник R.E.M., который содержит ранние произведения группы, записанные на независимом лейбле I.R.S. Records, наряду с треками, записанными на лейбле Warner Bros. Ретроспективное двухдисковое издание было издано фирмой Warner Bros 11 ноября 2011 года и было составлено самими участниками группы. О выходе сборника было объявлено одновременно с заявлением музыкантов о прекращении совместной творческой деятельности 21 сентября 2011 года.

## Список композиций
Все песни написаны Биллом Берри, Питером Баком, Майком Миллзом и Майклом Стайпом, за исключением отмеченных.

### Первый диск
1. «Gardening at Night» — 3:29 (из мини-альбома Chronic Town, 1982)
2. «Radio Free Europe» — 4:06 (из альбома Murmur, 1983)
3. «Talk About the Passion» — 3:23 (из альбома Murmur)
4. «Sitting Still» — 3:17 (из альбома Murmur)
5. «So. Central Rain (I'm Sorry)» — 3:15 (из альбома Reckoning, 1984)
6. «(Don't Go Back To) Rockville» (Edit) — 3:55 (из альбома Reckoning)
7. «Driver 8» — 3:23 (из альбома Fables of the Reconstruction, 1985)
8. «Life and How to Live It» — 4:06 (из альбома Fables of the Reconstruction)
9. «Begin the Begin» — 3:28 (из альбома Lifes Rich Pageant, 1986)
10. «Fall on Me» — 2:50 (из альбома Lifes Rich Pageant)
11. «Finest Worksong» — 3:48 (из альбома Document, 1987)
12. «It's the End of the World as We Know It (And I Feel Fine)» — 4:05 (из альбома Document)
13. «The One I Love» — 3:17 (из альбома Document)
14. «Stand» — 3:10 (из альбома Green, 1988)
15. «Pop Song 89» — 3:04 (из альбома Green)
16. «Get Up» — 2:39 (из альбома Green)
17. «Orange Crush» — 3:51 (из альбома Green)
18. «Losing My Religion» — 4:26 (из альбома Out of Time, 1991)
19. «Country Feedback» — 4:07 (из альбома Out of Time)
20. «Shiny Happy People» — 3:44 (из альбома Out of Time)
21. «The Sidewinder Sleeps Tonite» — 4:06 (из альбома Automatic for the People, 1992)

### Второй диск
1. «Everybody Hurts» — 5:17 (из альбома Automatic for the People)
2. «Man on the Moon» — 5:13 (из альбома Automatic for the People)
3. «Nightswimming» — 4:16 (из альбома Automatic for the People)
4. «What's the Frequency, Kenneth?» — 4:00 (из альбома Monster, 1994)
5. «New Test Leper» — 5:26 (из альбома New Adventures in Hi-Fi, 1996)
6. «Electrolite» — 4:05 (из альбома New Adventures in Hi-Fi)
7. «At My Most Beautiful» (Бак, Миллз, Стайп) — 3:35 (из альбома Up, 1998)
8. «The Great Beyond» (Бак, Миллз, Стайп) — 5:06 (из саундтрека Man on the Moon, 1999)
9. «Imitation of Life» (Бак, Миллз, Стайп) — 3:57 (из альбома Reveal, 2001)
10. «Bad Day» — 4:05 (из сборника In Time: The Best of R.E.M. 1988–2003, 2003)
11. «Leaving New York» (Бак, Миллз, Стайп) — 4:49 (из альбома Around the Sun, 2004)
12. «Living Well Is the Best Revenge» (Бак, Миллз, Стайп) — 3:11 (из альбома Accelerate, 2008)
13. «Supernatural Superserious» (Бак, Миллз, Стайп) — 3:23 (из альбома Accelerate)
14. «Überlin» (Бак, Миллз, Стайп) — 4:15 (из альбома Collapse into Now, 2011)
15. «Oh My Heart» (Бак, Миллз, Стайп, Скотт Маккоги[англ.]) — 3:21 (из альбома Collapse into Now)
16. «Alligator_Aviator_Autopilot_Antimatter» (Бак, Миллз, Стайп) — 2:45 (из альбома Collapse into Now)
17. «A Month of Saturdays» (Бак, Миллз, Стайп) — 1:40
18. «We All Go Back to Where We Belong» (Бак, Миллз, Стайп)  — 3:35
19. «Hallelujah» (Бак, Миллз, Стайп) — 3:42

Бонусные музыкальные видео, эксклюзивно в iTunes Store
1. «Radio Free Europe» — 3:11
2. «Talk About the Passion» — 3:21
3. «Fall On Me» — 2:59
4. «The One I Love» — 3:17
5. «Orange Crush» — 3:50
6. «Losing My Religion» — 4:45
7. «Man On the Moon» — 4:46
8. «What’s the Frequency, Kenneth?» — 4:01
9. «All the Way to Reno (You're Gonna Be a Star)» — 4:22
10. «Leaving New York» — 4:43
11. «Supernatural Superserious» — 3:39
12. «Überlin» — 3:53